# Ted Kulongoski
Theodore R. Kulongoski, né en 1940, est un homme politique américain d'origine polonaise et gouverneur démocrate de l'État de l'Oregon entre 2003 et 2011.

## Biographie

### Enfance et études
Kulongoski est né le 5 novembre 1940 dans le Missouri. À la mort de son père, alors qu'il n'a que quatre ans, Ted Kulongoski est envoyé dans une pension catholique où il passe le reste de son enfance. 
Après le lycée, il s'engage dans le Corps des Marines des États-Unis pour se payer ses études de droit à l'université du Missouri. Juriste en droit du travail, Ted Kulongoski s'installe à Eugene, dans l'État côtier de l'Oregon.

### Carrière politique
En 1974, Ted Kulongoski est élu à la Chambre des représentants de l'Oregon et en 1978 au Sénat de l'État. En 1980, il tente de se faire élire au Sénat fédéral mais il est battu par le sénateur sortant républicain Bob Packwood. En 1982, il se présente au poste de gouverneur mais est battu par le sortant républicain Victor G. Atiyeh.
En 1987, le gouverneur démocrate Neil Goldschmidt le nomme au poste de commissaire aux assurances de l'État, où il réforme le système d'assurance et de compensation au bénéfice des salariés de l'Oregon, tout en abaissant les coûts pour les entreprises. En 1992, Kulongoski est élu au poste d'Attorney General de l'Oregon, où il réforme le système pénal des mineurs.
En 1996, Ted Kulongoski est élu à la Cour suprême de l'Oregon. En 2001, il démissionne pour se présenter au poste de gouverneur. Vainqueur des primaires démocrates, il se présente en tant que candidat démocrate consensuel et modéré, se distinguant ainsi du style du gouverneur démocrate sortant, John Kitzhaber. Il propose ainsi de procéder à une meilleure comptabilité au lieu d'augmenter les impôts pour résoudre la crise budgétaire et la récession. En novembre 2002, il est élu de justesse avec moins de 40 000 voix d'avance contre le républicain Kevin Mannix, alors que le libertarien Tom Cox récolte sous son nom près de 60 000 suffrages. Il entre en fonction le 13 janvier 2003, héritant d'un déficit massif et d'un taux de chômage important. 
En 2005, Ted Kulongoski envisage de faire campagne pour une loi régionale autorisant les unions civiles homosexuelles, à l'instar du Vermont, après que les électeurs de l'Oregon, en novembre 2004, aient massivement rejeté par référendum toute légalisation du mariage homosexuel.
En décembre 2005, avec un taux d'approbation de 43 % (contre 48 % d'opinions négatives), il n'arrive qu'en trente-huitième position en termes de popularité parmi les cinquante gouverneurs du pays, ex æquo avec Christine Gregoire, la gouverneure de Washington). En novembre 2006, il fut réélu avec 51 % des suffrages contre 43 % au candidat républicain Ron Saxton.